# Сидоренко, Семён Артёмович
Семён Артёмович Сидоренко (3.2.1914, с. Стецковка — 14.6.1990) — командир 6-й батареи 452-го Корсуньского истребительно-противотанкового артиллерийского полка 18-го танкового корпуса 2-го Украинского фронта, старший лейтенант. Герой Советского Союза.

## Биография
Родился 3 февраля 1914 года в селе Стецковка ныне Сумского района Сумской области Украины в семье крестьянина. Украинец. Член ВКП/КПСС с 1942 года. Окончил 10 классов. Работал слесарем алюминиевого комбината в Запорожье.
В Красной Армии с 1936 года. В 1941 году окончил Киевское артиллерийское училище. Участник Великой Отечественной войны с сентября 1942 года. Сражался на Калининском и 2-м Украинском фронтах. Был дважды ранен.
Командир 6-й батареи 452-го Корсуньского истребительно-противотанкового артиллерийского полка старший лейтенант Семён Сидоренко отличился в Ясско-Кишинёвской операции. 15-16 сентября 1944 года, отражая массированную атаку противника в районе населённого пункта Липово, батарея уничтожила 8 танков, бронетранспортёр и большое количество пехоты врага. 21 сентября в районе Зиманд-Куз, когда батарея была отрезана от основных сил полка, организовал оборону, отразил все атаки противника, нанеся ему значительный урон в живой силе. Был тяжело ранен, но не покинул поля боя.
Указом Президиума Верховного Совета СССР от 24 марта 1945 года за образцовое выполнение боевых заданий командования на фронте борьбы с немецко-фашистскими захватчиками и проявленные при этом мужество и героизм старшему лейтенанту Сидоренко Семёну Артёмовичу присвоено звание Героя Советского Союза с вручением ордена Ленина и медали «Золотая Звезда».
С 1947 капитан Сидоренко С. А. — в запасе. После войны жил в городе Москве. Долгое время работал адвокатом в юридической консультации Пролетарского района Москвы. Скончался 14 июня 1990 года. Похоронен в Москве на Николо-Архангельском кладбище. 
Награждён орденами Ленина, Отечественной войны 1-й и 2-й степеней, медалями. Имя Героя носила пионерская дружина школы в селе Стецковка.